# 田辺一城
田辺 一城（たなべ かずき、1980年〈昭和55年〉5月16日 - ）は日本の政治家。福岡県古賀市長（2期目）。毎日新聞記者から政界入りし、2018年まで福岡県議会議員（2期）を務めた。

## 経歴
福岡県古賀市生まれ。古賀町立花鶴小学校、古賀町立古賀中学校、福岡県立福岡高等学校卒業。2003年（平成15年）3月、慶應義塾大学法学部法律学科卒業。同年4月、毎日新聞社に入社、福井支局に配属される。2006年（平成18年）、大阪本社社会部に配属。

### 政界入り
2011年（平成23年）4月、第17回福岡県議会議員選挙・古賀市選挙区（定数1名）に民主党公認で立候補し、自民党現職の前田宏三を破り初当選した。
2015年（平成27年）4月、第18回福岡県議会議員選挙に民主党公認で立候補し、自民党の公認を受けた元市議の許山秀仁を破り再選（得票率58.1%）。
民主党・民進党・希望の党時代を経て、2018年（平成30年）5月7日に国民民主党が発足すると、同党の全国青年委員会委員長に就任した。
同年10月15日、任期満了に伴う古賀市長選挙に立候補する意向を表明。国民民主党を離党し、無所属で出馬した。11月25日に行われた市長選で元市議で前議長の奴間健司、元市議の姉川さつき（自民党推薦）、元市文化協会長の結城俊子らを破り初当選した。投票率は48.68％で過去最低を記録した。12月23日、市長就任。
※当日有権者数：47,731人 最終投票率：48.68%（前回比：－1.14pts）
| 候補者名   | 年齢 | 所属党派 | 新旧別 | 得票数   | 得票率 | 推薦・支持         |
| ---------- | ---- | -------- | ------ | -------- | ------ | ------------------ |
| 田辺一城   | 38   | 無所属   | 新     | 10,697票 | 46.55% |                    |
| 奴間健司   | 66   | 無所属   | 新     | 5,819票  | 25.32% |                    |
| 姉川さつき | 60   | 無所属   | 新     | 3,561票  | 15.49% | （推薦）自由民主党 |
| 結城俊子   | 63   | 無所属   | 新     | 2,904票  | 12.64% |                    |

2022年11月20日に無投票再選。JR古賀駅周辺の活性化や企業誘致の推進などを2期目の公約に掲げた。

## 市政
- 2020年4月1日、LGBTなど性的少数者のカップルが婚姻に相当する関係にあると認める「パートナーシップ宣誓制度」を導入した[13]。